# Aboncourt (Meurthe-et-Moselle)
Aboncourt ist eine französische Gemeinde mit 90 Einwohnern (Stand 1. Januar 2022) im Département Meurthe-et-Moselle in der Region Grand Est (bis 2015 Lothringen). Sie gehört zum Arrondissement Toul und zum Kanton Meine au Saintois. Die Einwohner werden Aboncourtois genannt.

## Geographie
Aboncourt liegt an der Grenze zum Département Vosges, etwa zehn Kilometer südlich von Colombey-les-Belles, 35 Kilometer südöstlich von Toul und 40 Kilometer südwestlich von Nancy auf einer Höhe zwischen 324 und 476 m über dem Meer. Das Gemeindegebiet umfasst 6,89 km². Nachbargemeinden sind Maconcourt, Repel, Saint-Prancher, Beuvezin, Courcelles, Grimonviller und Chef-Haut.

## Bevölkerungsentwicklung
| Jahr                       | 1962 | 1968 | 1975 | 1982 | 1990 | 1999 | 2010 | 2020 |
| Einwohner                  | 149  | 133  | 136  | 137  | 120  | 123  | 112  | 92   |
| Quellen: Cassini und INSEE |      |      |      |      |      |      |      |      |

## Sehenswürdigkeiten
- Kirche Saint-Pierre-Saint-Paul

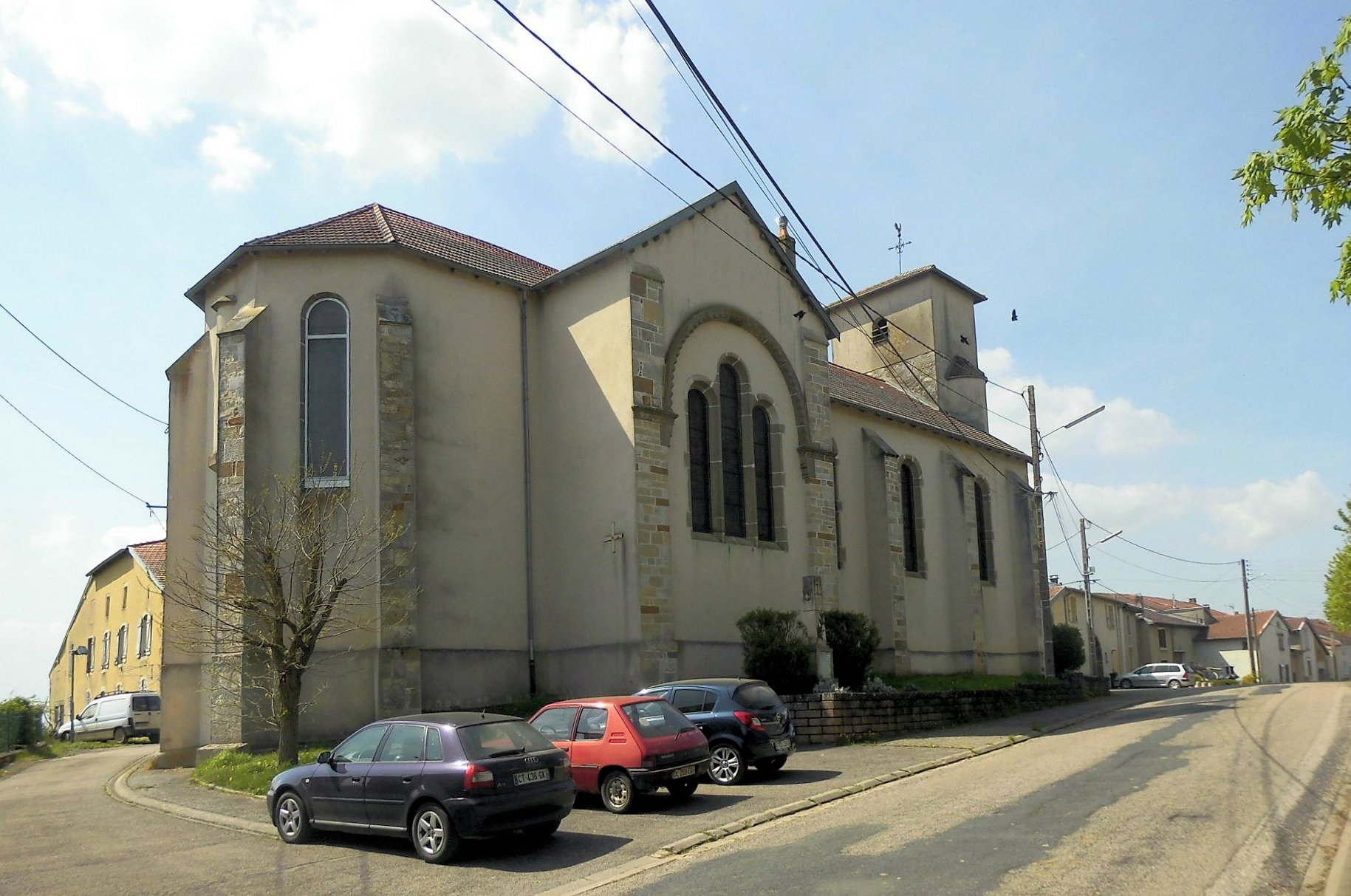
Kirche St. Peter und Paul, Südostseite
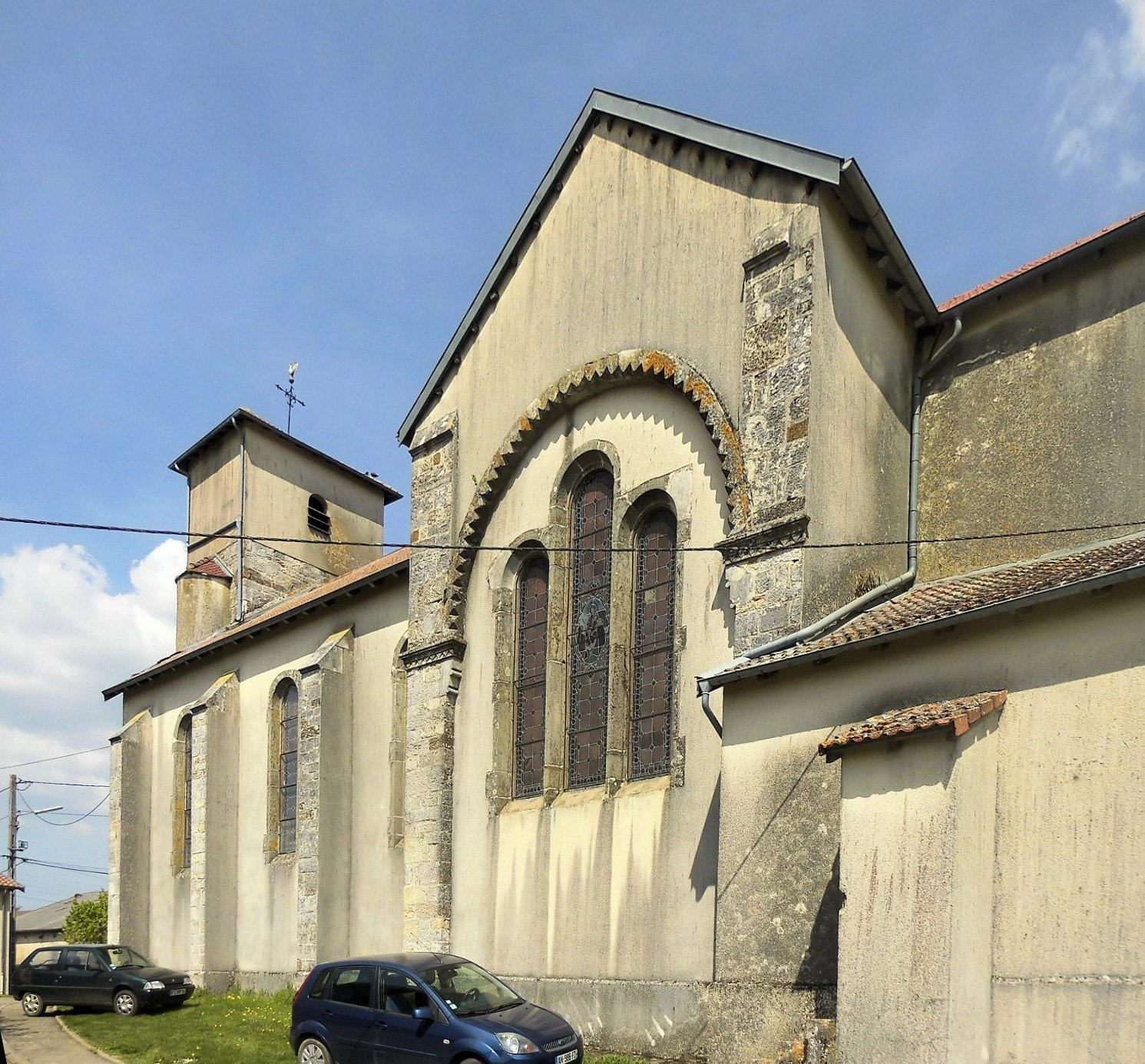
Kirche St. Peter und Paul, Südwestseite
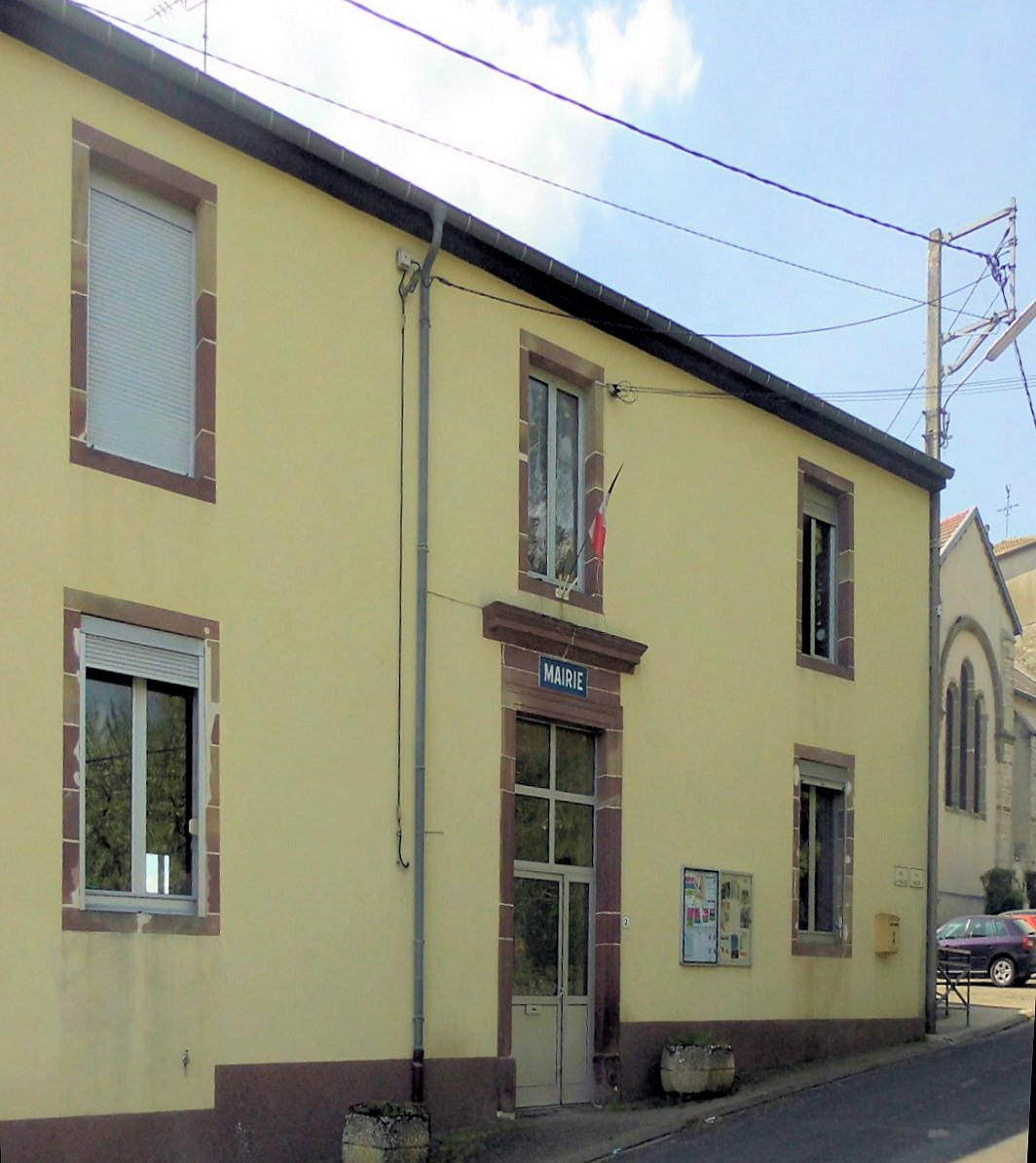
Rathaus (mairie)